# Башинскас, Юстинас
Юсти́нас Баши́нскас (лит. Justinas Bašinskas; 22 января 1923, Тракишкяй, Мариямпольское самоуправление, Литва — 9 октября 2003, Вильнюс) — литовский композитор и педагог.

## Биография
Ученик Юлюса Юзелюнаса. В 1958—1969 годах — заведующий кафедрой теории музыки Вильнюсского педагогического института.

## Сочинения
- балет «Проклятые монахи» (1984, Вильнюс)
- оратория «Дуб» (1957)
- балет «На берегу моря» (1953, Вильнюс)
- «Утренняя кантата» (с чтецом, 1974)
- кантата «Материнские руки» (1978)
- «Реквием» (1969)
- «Симфония колоколов» (1973)
- симфония «Бытие» (1977)
- «Симфония плачей» (1979)
- симфония «В водовороте» (1983)
- камерная симфония (1984)
- 3 симфонических танца (1963)
- симфоническая поэма «Четыре» (1974)
- концерт для флейты, струнного оркестра и ударных (1970)
- «Квартет ведьм Юодкранте» (для струнного квартета, 1980)

## Награды
- 1956 — премия имени Стасиса Шимкуса
- 1959 — премия имени Стасиса Шимкуса
- 1962 — премия имени Стасиса Шимкуса
- 1986 — Государственная премия Литовской ССР